# Qui peut battre... ?
Qui peut battre ... ? est un jeu télévisé adapté du format allemand Schlag den Raab et diffusé pour la première fois le 29 novembre 2008 à 20 h 50 sur TF1. Il est présenté par Benjamin Castaldi et Denis Brogniart à partir de la deuxième édition. Carole Rousseau a co-animé la première version (baptisée alors Qui peut battre Benjamin Castaldi ?).

## Déroulement du jeu
Au début, parmi trois candidats, un seul est tiré au sort pour défier une célébrité pendant 13 épreuves. Celui qui a le plus de points à la fin de la partie gagne. La 1re rapporte un point, la 2e deux points et ainsi de suite. Si le candidat gagne, il gagne 100000 €, et une voiture, un téléspectateur tiré au sort gagne la même voiture. Si le candidat perd, un candidat tiré au sort gagne 100000 € mais le candidat gagne la voiture. Il devait y avoir trois ou quatre émissions par an.

## Édition 1
Qui peut battre Benjamin Castaldi ?

Audrey Prieto remporte 100 000 € et une voiture (Hyundai i30) face à Benjamin Castaldi, le samedi 29 novembre 2008 en ayant battu l'animateur 56 à 35.
Cependant, Benjamin Castaldi révèle dans l'émission Touche pas à mon poste ! du 8 mai 2018 que la production, Banijay, lui a demandé de faire exprès de perdre car il était loin devant la candidate.

## Édition 2
Qui peut battre Philippe Lucas ?

Pour sa deuxième édition c'est Philippe Lucas qui s'y est collé le 16 janvier 2010, le principe reste le même mais 15 épreuves étaient prévues. L'entraîneur a été battu par son adversaire, Pierre, au bout de la 13e épreuve, sur le score de 29 à 62. Les 2 dernières épreuves ont été annulées car Philippe Lucas ne pouvait plus revenir au score. Pierre remporte donc 100 000 €.

## Audiences
| Episode | Emission                              | Date de diffusion | Chaîne | Animateurs        | Animateurs      | Audience  | Part de marché | Position |
| ------- | ------------------------------------- | ----------------- | ------ | ----------------- | --------------- | --------- | -------------- | -------- |
| 1       | Qui peut battre ... Benjamin Castaldi | 29 novembre 2008  | TF1    | Carole Rousseau   | Denis Brogniart | 4 904 000 | 23,1 %         | 2e       |
| 2       | Qui peut battre ... Philippe Lucas    | 16 janvier 2010   | TF1    | Benjamin Castaldi | Denis Brogniart | 3 789 000 | 17,5 %         | 2e       |

À la suite d'une audience en berne, Benjamin Castaldi et TF1 décident d'arrêter l'émission.